# Geir Lysne
Geir Lysne (né le 9 octobre 1965 à Trondheim) est un compositeur norvégien de jazz.

## Biographie
En plus d'être professeur à l'Académie de musique d'Oslo, Lysne a été compositeur en résidence à l'Académie de musique de Lucerne en 2013-2014, et est un conférencier invité très recherché en Europe. Les compositions de Lysne sont jouées à la radio et à la télévision dans plus de 30 pays, et de nombreuses publications, dont Die Welt, Jazz Podium, Deutschlandfunk et 3sat, lui consacrent une couverture médiatique. Il travaille régulièrement avec d'autres artistes et a été chef d'orchestre/directeur de tournée avec Bobby McFerrin, Joe Lovano, Stefano Bollani, Mory Kanté, et Nils Landgren.

## Discographie

### Geir Lysne Listening Ensemble
- 2003 : Korall (ACT)
- 2004 : Aurora Borealis - Northern Lights (ACT)
- 2006 : Boahjenásti - the North Star (ACT)

### Geir Lysne Ensemble
- 2009 : The Grieg Code (ACT)

### Geir Lysne New Circle
- 2013 : New Circle (ACT)[3]

### Sideman
- 2003 : Heaven (ACT) (Christof Lauer et Norwegian Brass)